# Кнехт, Уильям
Уильям Джозеф «Билл» Кнехт (англ. William Joseph "Bill" Knecht; 10 марта 1930, Камден, Нью-Джерси — 17 декабря 1992, Челтенхем, Пенсильвания) — американский гребец, выступавший за сборную США по академической гребле во второй половине 1950-х — первой половине 1960-х годов. Чемпион летних Олимпийских игр в Токио, трёхкратный чемпион Панамериканских игр, обладатель серебряной медали чемпионата Европы, победитель и призёр регат национального значения.

## Биография
Уильям Кнехт родился 10 марта 1930 года в городе Камден, штат Нью-Джерси.
Заниматься академической греблей начал во время учёбы в Ласельском университете, позже перевёлся у Университет Вилланова, который окончил в 1951 году. Проходил подготовку в лодочном клубе «Веспер» в Филадельфии, в его составе неоднократно становился чемпионом США в различных гребных дисциплинах.
Первого серьёзного успеха на взрослом международном уровне добился в сезоне 1955 года, когда вошёл в основной состав американской национальной сборной и побывал на Панамериканских играх в Мехико, откуда привёз награду золотого достоинства, выигранную в зачёте распашных рулевых восьмёрок.
В 1958 году в восьмёрках стал серебряным призёром на чемпионате Европы в Познани, уступив в финале экипажу из Италии.
В 1959 году в парных двойках одержал победу на Панамериканских играх в Чикаго.
Благодаря череде удачных выступлений удостоился права защищать честь страны на летних Олимпийских играх 1960 года в Риме. Стартовал в парных двойках вместе с напарником Джеком Келли, но попасть в число призёров не смог, из-за внезапно развившейся болезни выбыл из борьбы за медали уже на ранней стадии соревнований.
После римской Олимпиады Кнехт остался в составе гребной команды США на ещё один олимпийский цикл и продолжил принимать участие в крупнейших международных регатах. Так, 1963 году в восьмёрках он победил на Панамериканских играх в Сан-Паулу.
Находясь в числе лидеров американской национальной сборной, благополучно прошёл отбор на Олимпийские игры 1964 года в Токио. На сей раз в составе экипажа-восьмёрки обошёл всех своих соперников в финальном заезде, в том числе главных фаворитов немцев, и завоевал золотую олимпийскую медаль.
Впоследствии занимался бизнесом, связанным с производством листового металла. Позже стал членом Комитета олимпийской гребной команды Соединённых Штатов, участвовал в соревнованиях по гребле в качестве судьи, в частности был судьёй на Олимпийских играх 1992 года в Барселоне. Основатель Ассоциации гребного спорта реки Купер. Член Американского зала славы гребли. Имел шестерых детей.
Умер 17 декабря 1992 года в Челтнем-Тауншип, Пенсильвания, в возрасте 62 лет.
Ежегодно в Университете Вилланова проводятся соревнования по академической гребле на призы Уильяма Кнехта — Knecht Cup Regatta.